# Djurens ö
Djurens ö var ett svenskt djurprogram som sändes på TV4. Första och andra säsongen visades under 2001 och 2003. Tredje säsongen visades 2005. Fjärde säsongen visades under sommaren 2009. Programledare var Mog Grudd och Lili Päivärinta, känd från duon Lili & Susie.